# Aeroporto di Sangboche

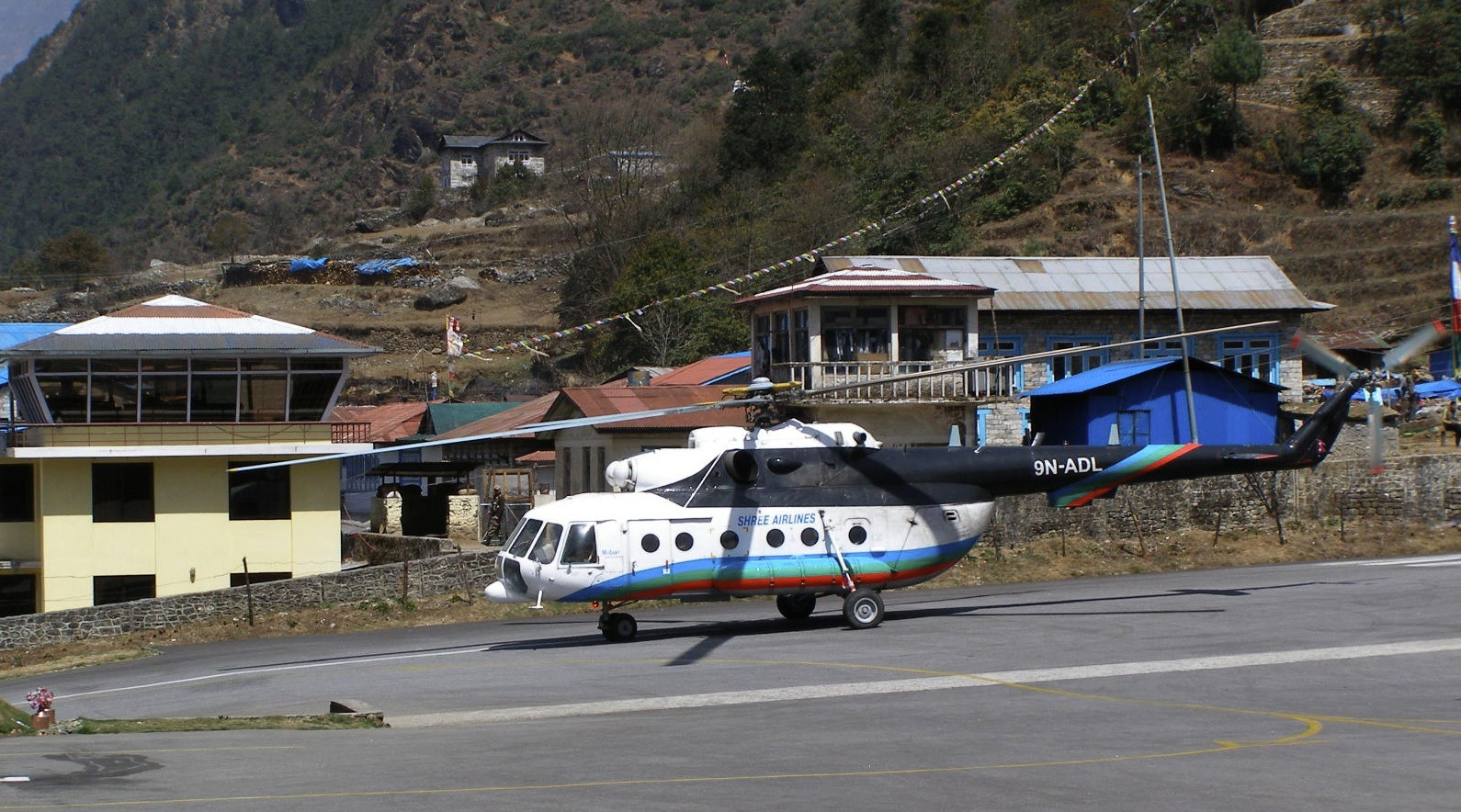
Un elicottero Mil Mi-17 in partenza dall'aeroporto di Lukla alla volta del Syangboche.

L'Aeroporto di Sangboche o di Syangboche, in nepalese स्याङ्बोचे, in inglese Syangboche Airport (IATA: SYH, ICAO: VNSB) è una aviosuperficie nepalese definita come domestica STOL dalle autorità aeronautiche che serve il villaggio di Namche Bazaar, nel distretto di Solukhumbu, in Nepal. L'aeroporto è stato costruito nel 1971 da un team guidato da Takashi Miyahara ed è stato inaugurato con un volo di prova della Royal Nepal Airlines il 1 giugno 1973. 
L'aviosuperficie è la più vicina al monte Everest, se non si conta l'eliporto del campo base utilizzato solo per le emergenze, ed è frequentata dagli alpinisti che intendono raggiungere la vetta più alta del mondo.
La collocazione geografica in mezzo alle vette himalayane, la pista corta e sterrata e la rarefazione dell'aria, che riduce l'efficienza dei motori, rendono molto complesse le operazioni di decollo e atterraggio.

## Caratteristiche
La struttura è di esigue dimensioni, offre pochissimi servizi e non dispone di licenza per i voli commerciali. Il traffico aereo che ospita non comprende voli di linea ma solo trasferimenti secondari operati con elicottero o aereo STOL charter prevalentemente provenienti da Katmandu o da Lukla, l'aeroporto servito da voli di linea più vicino all'Everest distante undici minuti di volo da Sangboche.